# Hagamarken
Hagamarken är ett naturreservat i Strömsunds kommun i Jämtlands län.
Området är naturskyddat sedan 2018 och är 44 hektar stort. Reservatet ligger väster om Solbergsvattnet och består av granskog med visst inslag av tall och lövträd.